# Wolfgang Grefinger
Wolfgang Grefinger, auch Greffinger oder Gräfinger (* zwischen 1470 und 1480 wahrscheinlich in Krems; † nach 1515) war ein österreichischer Komponist, Organist und römisch-katholischer Geistlicher der frühen Renaissance.

## Leben und Wirken
Die musikhistorische Forschung konnte die Geburtsdaten von Wolfgang Grefinger bisher nur annähernd ermitteln; Jahr und Ort seines Ablebens sind bisher ganz unbekannt geblieben. Insgesamt sind die Informationen über den Lauf seines Lebens spärlich und sehr lückenhaft. Beispielsweise ist sein Geburtsort Krems lediglich durch seine Immatrikulation an der Universität Wien belegt, wo er »Dominus Wolfgangus gräffinger ex Crembs australis« genannt wird. Zunächst hatte der Musikwissenschaftler Othmar Luscinius in seinem Werk Musurgia seu praxis musicae (Straßburg 1536) einen Wolfgang erwähnt; unter der Voraussetzung, dass damit Grefinger gemeint war, ist die Annahme zutreffend, dass Wolfgang Grefinger um das Jahr 1494 zu den Paulomini gehörte, wie seinerzeit die Schüler von Paul Hofhaimer in Innsbruck genannt wurden. 
Etwa ab 1500 wirkte Grefinger als Organist am Wiener Stephansdom. Hier unterrichtete er Luscinius, der sich ab 1505 in Wien aufhielt, in Musiktheorie und Orgelspiel. Der Komponist, der inzwischen zum Priester geweiht worden war, war ebenfalls an der Wiener Universität eingeschrieben, erreichte aber offenbar keinen akademischen Grad; immerhin wurde in der Wiener Matrikel nachträglich der Vermerk »Componista excellens« eingetragen. Im Jahr 1512 kam in der Wiener Druckerei von Johann Winterburger das Psalterium pataviense heraus, ein liturgischer Druck, der für das Bistum Passau bestimmt war; für die Redaktion dieses Werks kann Grefinger gelten.
Weitere, allerdings nur fragmentarische Informationen ergeben sich aus Briefen von Personen aus Wiener Humanistenkreisen. Demnach war Grefinger mit der Vertonung eines Huldigungsgedichts von Joachim Vadian an Nicolaus Daucher befasst (Brief vom 28. April 1514); außerdem plante er auch, eine polyphone Messe zu schreiben (Brief vom 15. Januar 1515). Beide Werke gelten heute als verloren. Im gleichen Jahr erschien in Wien von Grefinger das Cathemerinon, eine Sammlung von vierstimmigen sogenannten Prudentius-Hymnen, die, mit einem Vorwort von Rudolf Agricola, vermutlich im Stil einer Humanisten-Ode vertont waren. Im Epilog zu seinem Werk Musicae institutiones (Straßburg 1515) hat Luscinius diese Sammlung hoch gerühmt; auch von diesem Druck ist kein Exemplar überliefert. Nach 1515 verliert sich Wolfgang Grefingers Spur. Es ist zwar im Jahr 1525 in Buda ein »Magister Wolffgangus« als Hoforganist von König Lajos II. erwähnt, jedoch ist völlig offen, ob es sich hier um Grefinger handelt.

## Bedeutung
Von Wolfgang Grefinger sind nur wenige Werke überliefert. Nach Ansicht der Liedforscher haben seine Tenorlieder musikhistorisch eine besondere Bedeutung, weil seine polyphonen, oft imitativen Sätze eine stilistische Brücke »zwischen den frühen lyrischen Werken von Erasmus Lapicida und den moderneren Sätzen von Arnold von Bruck« darstellen (Othmar Wessely 1956). Für sein hohes zeitgenössisches Ansehen spricht auch die weite Verbreitung seiner Kompositionen. Es fällt auf, dass diese Verbreitung überwiegend in protestantischen Ländern stattfand, so in den Quellen des sogenannten »Wittenberger Repertoires«.

## Werke
- Motetten und Oden
  - Psalterium pataviense Anmtiphonis, Responsoriis, Hymnisque in notis musicalibus […] per dominum Wolfgangum grefinger musicum diligenter emendatum, Wien 1512
  - Aurelii Prudentii Cathemerinon: hoc est Diurnarum rerum opus varium zu vier Stimmen, Wien 1515 (verloren)
  - Crux fidelis inter omnes zu vier Stimmen (unsicher), nur Sopran, Tenor und Bass erhalten
  - Hostis Herodes impie zu vier Stimmen
  - In domum Domini zu fünf Stimmen, in Secundus tomi novi operis musicis, Nürnberg 1538 (gezeichnet mit »Io. Grefinger«)
  - Sancta es immaculata zu vier Stimmen (unsicher), nur Sopran, Tenor und Bass erhalten (gezeichnet mit »W.G.«)
  - Sanctificavit Dominus tabernaculum zu fünf Stimmen (unsicher), nur Tenor und Vagans erhalten.
- Lieder
  - Ach Gott, wem soll ichs klagen zu fünf Stimmen (auch überliefert als En douleur en tristesse von Noël Bauldeweyn)
  - Ach Maidlein rein zu vier Stimmen (teilweise Ludwig Senfl zugeschrieben)
  - Es ist gemacht, ohn Grund bedacht zu vier Stimmen
  - Ich stell leicht ab von solcher Hab zu vier Stimmen
  - Schwer langweilig ist mir mein Zeit (I) zu vier Stimmen
  - Schwer langweilig ist mir mein Zeit (II) zu vier Stimmen
  - Unfall will jetzund haben recht zu vier Stimmen
  - Wohl kommt der Mai mit mancherlei zu vier Stimmen (teilweise Ludwig Senfl zugeschrieben)
  - Kein Ding auf Erd mich erfreuen (Intabulierung in einer Schweizer Quelle vorhanden).

## Ausgaben
- Das deutsche Gesellschaftslied in Österreich von 1480 bis 1550. Hrsg. von L. Nowak. Graz 1930, 2. Auflage 1960 (= Denkmäler der Tonkunst in Österreich. Nr. 72, Jahrgang 37/2)
- Georg Forster: Frische teutsche Liedlein. Hrsg. von K. Gudewill. Leipzig 1942 (= Das Erbe deutscher Musik. Nr. 20)
- G. Rhau: Sacrorum Hymnorum Liber Primus. Hrsg. von R. Gerber. Leipzig 1942 (= Das Erbe deutscher Musik. Nr. 21).